# A Bolhapiac Tündérei
A BOLHAPIAC TÜNDÉREI Tóth Zoltán András hangszeres albumsorozata, elektromos, ütős, népi és klasszikus hangszerek felvonultatásával.

## A Mosolygó Idő szimfóniája
Tracklista
1. Ártatlan mezők 1. (Innocent Fields 1.)
2. Ártatlan mezők 2. (Innocent Fields 2.)
3. Vissza a ködös hazába (Back to the Misty Homeland)
4. Kifelé a sötét erdőkből (Out of Dark Forests)
5. Szélfúró (Wind Driller)
6. Szabad vizeken (On Free Waters)
7. Végtelen lépcsők (Endless Stairs)
8. Világ felett győztes (Overcoming the World)
9. Holdesküvő (Moon Wedding)
10. Élnek! (They live!)

"Szeretem a dal műfaját és nagyra értékelem. Magasrendű költészet, ötletes dallamokon- ha jó a dal, akkor ez a recept. Szöveg és zene egymás támogatásában és egyben korlátozásában. 
De mi történik, ha a szöveg (természetes) korlátját kivesszük és a zenét 'magára hagyjuk'? Mi fejlődik ki belőle, ha saját törvényei szerint bomlik ki egy összetettebb, színgazdag formában? 
Engedje meg most ezt a rendhagyó megközelítést a 'hivatalos' zeneszemlélet. Lássuk, hogyan lehetséges a 'dalműhely' eszköztárának módosításából egy rendhagyó szimfónia."
Tóth Zoltán András
Zoltán János a RockinforM Magazin publicistája az albumot így jellemzi: "Tele van misztikus ugyanakkor konkrét hangokkal, fordulatos dallam kompozíciókkal, amelyek talán kicsit túlságosan is nyugodtak ugyanakkor vibrálóak, de pont ez a lemez anyagában az esszencia.

A lebegős hangzás távoli szférák zenéjéhez hasonlít leginkább. Újra rá kellett döbbennem, hogy a gitár, basszusgitár, dob, billentyűk összhangzása ugyan puritánnak tűnhetnek, valójában Tóth Zoli második alkotói korongján óriási hangskálán tudta megszólaltatni. A lemez hangulatához nagymértékben hozzájárul a népi hegedű (Szűcs Dóri), a hegedű (Veér Bertalan) valamint a NOX és a Republic koncerteken már ismerős Gulyás Feri által megszólaltatott tekerőlant és furulya. A felsoroltak mellett érdekes kiegészítő hangzást ad a Flea Market Orchestra.

A lemezanyag zenei élmény csúcspontja a vége, mely virtuóz szerzemények közepette kerettel szolgál a rendkívüli zenei képzettségről, a hangszeres tudás magasiskoláját nyújtó alkotóról.

A kiemelkedő tehetséggel megáldott énekes – gitáros – szerző nem csak korábbi Republicos örökségét ápolja, hanem – és főleg – egyre kiteljesedő egyéniségét is beleadta a kompozíciókba. A lemezen hallható tíz tétel következetes és szép egységet alkotva olyan értelemben működik, mint egy szimfónia, melynek tételei vannak, de maga a mű mégis komplett egésszé áll össze (koncept).

Zoli érdekesen tarkítja az 'otthon tanultakat' a modern hangzásokkal egy nem mindig könnyen emészthető, ugyanakkor teljesen egyéni és eredeti stílust alkotva.

Aki ilyen meglepő zenéket szólaltat meg maga is eggyé válik ezzel a vibráló sokszínűséggel és zenei szépséggel.

A korong második alcíme: 'elektromos és akusztikus hangokból', az új lemezanyag meghallgatása után jöttem rá frappáns meghatározás. Érdekes és érdekfeszítő társasjáték, a mosolygó idő szimfóniája."

### Közreműködők
- Tóth Zoltán András – Vonós partitúrák és elektronikus eszközök – hangszerelés. Elektromos és akusztikus gitárok, basszusgitár, billentyűk, ütősök és mandolin.
- Szűcs Dóri – népi hegedű
- Gulyás Ferenc – tekerőlant, furulya
- Veér Bertalan – hegedű
- Flea Market Orchestra

## Képeslapok
Tracklista
1. Líd varázs
2. Levél Moszkvából
3. Kárpátok virága
4. Levante felett
5. Ahol a folyók találkoznak
6. Verlaine park
7. Japánkert
8. Tüzek földjén
9. Visszhangok völgye
10. Az arany kontinens
11. Az utolsó föld

A bdpst24.hu albumismertetője:
"Új, különös színvilágú albummal jelentkezik Tóth Zoltán András szerző-hangszerelő, az egykori Republic együttes alapító tagja. A tizenegy saját tételt tartalmazó A BOLHAPIAC TÜNDÉREI 2. című album a Képeslapok alcímet kapta.
Tóth Zoltán András, az egykori Republic több slágerének szerzője, aki a megalakulástól számított 23 éven keresztül oszlopos tagja volt a legendás zenekarnak, és amelyből Cipő halála után ő is távozott. Zoltán nevéhez volt köthető a jellegzetes hangzás, a folk, a rock és a beat elemeit vegyítő dalok, az albumok védjegyszerű hangszerelése, valamint több sláger is.
Legújabb munkája- előző albuma folytatásaként- egy hangszeres tételekből álló, szimfonikus-elektromos lényegű zene, melyben világ-népzenei utalások is felismerhetőek. Október 28-án jelent meg a tizenegy saját tételt tartalmazó, A BOLHAPIAC TÜNDÉREI 2. című album, mely a Képeslapok alcímet kapta. A szerző múltjából a hangszeres kivitelezésben néhány de ja vu élményen nem fogunk meglepődni. Ezzel párhuzamosan egy olyan tartalmi lényeget kapunk, melyet egy sajátos színösszetételű zene fejez ki, kimunkált dallam- és harmóniavezetésekkel.
A kifinomult és különleges hangzásvilágú albumot minden egyetemes, rangos zenét szerető hallgatónak ajánljuk."
Zoltán János a RockinforM Magazin publicistája az albumról: "A remény kincsesládája a zene. Az idézet nem tőlem származik, de amikor először meghallgattam Tóth Zoli harmadik előadói koncept szólólemezét, ez az egyáltalán nem közhely ugrott be elsőként. Abban a világban, amelyben élünk, az ember csak azt látja hogy körülötte minden folyamatos transzmutálódáson megy keresztül, nagyon igaz a hérakleitoszi mondás: "kétszer ugyanazon folyó medrébe nem léphetünk". Így tépi szét a korlátokat, a lemezt alkotó főszereplőjénél a nagybetűs ZENE! A képeslapok becsülendő anyag, lehet szájakat húzgálni, de senki nem mondhatja a korongra, hogy médiaszagú, sem azt, hogy bármit is majmolna. Azt viszont annál inkább, hogy eme új korong minden pillanatában hat! A negyven és fél perces koncepciózus anyag az utolsó részletig igen ki- és átgondolt mondanivaló. A tizenegy tétel összetett hangzású, ugyanakkor több témából épül fel, viszont az alkotó mindezt úgy produkálta, hogy egyáltalán nem megy a fogyaszthatóság rovására. Jelentős teret kaptak az "extra" hangszerek, több helyen is főszereplővé lépnek elő a népi hangszerek, elsősorban a hegedű. Hitehagyott világfájdalomban szenvedők ne hallgassák ezt a korongot! Megkockáztatom, az enyhén progresszív melódiákkal felvértezett produkció hangzásban és koncepcióban lefedi az alkotó zenei és művészi törekvéseit. Kijelenthető alkotói tudatosságot és professzionális "végterméket" kaptam a lemezen. Talán szerénytelenség nélkül állíthatom, van némi rálátásom a ma már tradicionális nemzetközi beat- pop és rock művészetre. A hangszerelés területén verhetetlen brit zseni, Mike Oldfield "tarthat" a konkurenciától. A "képeslapok" hangszerelési megoldásai invenciózusak, túlnyomó többségben magukkal ragadnak, akár a felpörgetett körhinta, ha rajta ülsz.

Megérne egy beszélgetést az alkotóval az egyes dalok címeiről, személyes élmények, vagy talán érzelmek hatására születtek. A 4.tétel a Levante felett címet kapta, amely "hivatalosan" a Közel- Keleti régiót jelöli. A Visszhangok völgye c. tétel zenei hangulata és hangszerelési megoldásai tökéletesen visszaadják a címben jelölt hangulatot.

Zoli előző- a Bolhapiac tündérei – "a Mosolygó idő szimfóniája" – vitt mindent nálam, így a léc igen magasra került. Azóta nem verték le, a legjobb bizonyíték, hogy az új korong napok óta nem akar kikászálódni a lejátszóból.

Na ezért is írtam, hogy a remény kincsesládája Tóth Zoltán András elektromos és akusztikus hangokból álló zenéje!"
"Levél Moszkvából, Kárpátok virága, Verlaine park – néhány dalcím amely Tóth Zoltán András október 28-án megjelent A bolhapiac tündérei 2. című lemezén hallgatható. A változatos és teljességre törekvő zeneművek szöveg nélküliek, mégis rendkívül tartalmasak és mélyek. Gazdag belső és zenei világ az, ami jellemzi a 11 tételt a lemezen." – hallható a Fidelió Kultúrpercek a szerzővel készült videóriportjában.

### Közreműködők
- Tóth Zoltán András – Vonós partitúrák és elektronikus eszközök – hangszerelés. Elektromos és akusztikus gitárok, basszusgitár, billentyűk.
- Szűcs Dóri – népi hegedű
- Gulyás Ferenc – népi hangszerek
- Tarkó Nagymengyi Dóra – hegedű